# Жискларень
Жискларе́нь (кат. Gisclareny, вимова літературною каталанською [ʒiskłəɾέɲ]) - муніципалітет, розташований в Автономній області Каталонія, в Іспанії. Код муніципалітету за номенклатурою Інституту статистики Каталонії - 80930. Знаходиться у районі (кумарці) Барґаза (коди району - 14 та BD) провінції Барселона, згідно з новою адміністративною реформою перебуватиме у складі Баґарії (округи) Центральна Каталонія. 

## Назва муніципалітету
Назва муніципалітету походить від германського імені Gisclasind або Gislaramnus.

## Населення
Населення міста (у 2007 р.) становить 34 особи (з них менше 14 років - 0%, від 15 до 64 - 91,2%, понад 65 років - 8,8%). У 2006 р. народжуваність склала 0 осіб, смертність - 1 особа, зареєстровано 0 шлюбів. У 2001 р. активне населення становило 19 осіб, з них безробітних - 3 особи.

Серед осіб, які проживали на території міста у 2001 р., 28 народилися в Каталонії (з них 11 осіб у тому самому районі, або кумарці), 0 осіб приїхало з інших областей Іспанії, а 0 осіб приїхало з-за кордону. 

Вищу освіту має 14,3% усього населення. 

У 2001 р. нараховувалося 14 домогосподарств (з них 50% складалися з однієї особи, 14,3% з двох осіб,21,4% з 3 осіб, 14,3% з 4 осіб, 0% з 5 осіб, 0% з 6 осіб, 0% з 7 осіб, 0% з 8 осіб і 0% з 9 і більше осіб).

Активне населення міста у 2001 р. працювало у таких сферах діяльності : у сільському господарстві - 0%, у промисловості - 31,2%, на будівництві - 18,8% і у сфері обслуговування - 50%. 

 У муніципалітеті або у власному районі (кумарці) працює 5 осіб, поза районом - 11 осіб.

### Безробіття
У 2007 р. (як і в у 2006 р.) на території муніципалітету безробітних не було.

## Економіка

### Підприємства міста

#### Сфера послуг
| \| Підприємства міста, що працюють у сфері послуг, за діяльністю \| Підприємства міста, що працюють у сфері послуг, за діяльністю \| Підприємства міста, що працюють у сфері послуг, за діяльністю \| \| Рік \| 2002 р. \| 2001 р. \| \| ------------------------------------------------------------- \| ------------------------------------------------------------- \| ------------------------------------------------------------- \| \| Гуртова торгівля \| - \| 0% \| \| Готелі та готельний бізнес \| - \| 100% \| \| Транспорт та зв'язок \| - \| 0% \| \| Посередницькі фінансові послуги \| - \| 0% \| \| Послуги підприємствам \| - \| 0% \| \| Послуги фізичним особам \| - \| 0% \| \| Нерухомість та ін. \| - \| 0% \| \| Усього підприємств \| - \| 1 \| |         |         |
| Підприємства міста, що працюють у сфері послуг, за діяльністю |         |         |
| Рік | 2002 р. | 2001 р. |
| Гуртова торгівля | -       | 0%      |
| Готелі та готельний бізнес | -       | 100%    |
| Транспорт та зв'язок | -       | 0%      |
| Посередницькі фінансові послуги | -       | 0%      |
| Послуги підприємствам | -       | 0%      |
| Послуги фізичним особам | -       | 0%      |
| Нерухомість та ін. | -       | 0%      |
| Усього підприємств | -       | 1       |

## Житловий фонд
У 2001 р. 0% усіх родин (домогосподарств) мали житло метражем до 59 м2, 7,1% - від 60 до 89 м2, 35,7% - від 90 до 119 м2 і
57,1% - понад 120 м2.

З усіх будівель у 2001 р. 14,8% було одноповерховими, 74,1% - двоповерховими, 11,1
% - триповерховими, 0% - чотириповерховими, 0% - п'ятиповерховими, 0% - шестиповерховими,
0% - семиповерховими, 0% - з вісьмома та більше поверхами.

## Автопарк
| \| Автомобілі, зареєстровані у місті, за призначенням \| Автомобілі, зареєстровані у місті, за призначенням \| Автомобілі, зареєстровані у місті, за призначенням \| \| Рік \| 2006 р. \| 2005 р. \| \| -------------------------------------------------- \| -------------------------------------------------- \| -------------------------------------------------- \| \| Приватні автомобілі \| 34% \| 30,2% \| \| Мотоцикли \| 17% \| 22,6% \| \| Вантажівки \| 43,4% \| 41,5% \| \| Трактори \| 0% \| 0% \| \| Автобуси та ін. \| 5,7% \| 5,7% \| \| Усього автомобілів \| 53 шт. \| 53 шт. \| |         |         |
| Автомобілі, зареєстровані у місті, за призначенням |         |         |
| Рік | 2006 р. | 2005 р. |
| Приватні автомобілі | 34%     | 30,2%   |
| Мотоцикли | 17%     | 22,6%   |
| Вантажівки | 43,4%   | 41,5%   |
| Трактори | 0%      | 0%      |
| Автобуси та ін. | 5,7%    | 5,7%    |
| Усього автомобілів | 53 шт.  | 53 шт.  |

## Вживання каталанської мови
У 2001 р. каталанську мову у місті розуміли 100% усього населення (у 1996 р. - 100%), вміли говорити нею 100% (у 1996 р. - 
100%), вміли читати 100% (у 1996 р. - 83,3%), вміли писати 71,4
% (у 1996 р. - 60%). Не розуміли каталанської мови 0%.

## Політичні уподобання
У виборах до Парламенту Каталонії у 2006 р. взяло участь 24 особи (у 2003 р. - 26 осіб). Голоси за політичні сили розподілилися таким чином:
| \| Вибори до Парламенту Каталонії \| Вибори до Парламенту Каталонії \| Вибори до Парламенту Каталонії \| \| Рік \| 2006 р. \| 2003 р. \| \| -------------------------------------- \| ------------------------------ \| ------------------------------ \| \| Конвергенція та Єднання (CiU) \| 45,8% \| 46,2% \| \| Соціалістична партія Каталонії (PSC) \| 4,2% \| 3,8% \| \| Народна партія (PP) \| 0% \| 7,7% \| \| Ініціатива за зелену Каталонію (IC) \| 20,8% \| 15,4% \| \| Республіканська лівиця Каталонії (ERC) \| 25% \| 26,9% \| \| Громадянська партія (C's) \| 4,2% \| 0% \| \| Інші \| 0% \| 0% \| |         |         |
| Вибори до Парламенту Каталонії |         |         |
| Рік | 2006 р. | 2003 р. |
| Конвергенція та Єднання (CiU) | 45,8%   | 46,2%   |
| Соціалістична партія Каталонії (PSC) | 4,2%    | 3,8%    |
| Народна партія (PP) | 0%      | 7,7%    |
| Ініціатива за зелену Каталонію (IC) | 20,8%   | 15,4%   |
| Республіканська лівиця Каталонії (ERC) | 25%     | 26,9%   |
| Громадянська партія (C's) | 4,2%    | 0%      |
| Інші | 0%      | 0%      |